# Conostomum curvirostre
Conostomum curvirostre är en bladmossart som beskrevs av Mitten 1882. Conostomum curvirostre ingår i släktet Conostomum och familjen Bartramiaceae. Inga underarter finns listade i Catalogue of Life.